# Giro d’Italia 1988
Der 71. Giro d’Italia wurde in 23 Abschnitten und 3579 Kilometern vom 23. Mai bis zum 12. Juni 1988 ausgetragen und vom US-Amerikaner Andrew Hampsten gewonnen. Von den 180 gestarteten Fahrern erreichten 125 das Ziel in Vittorio Veneto.
Vorentschieden wurde die Rundfahrt auf der 14. Etappe nach Bormio, die über den 2.618 Meter hohen Passo di Gavia führte. Bei Schneefall und Temperaturen unter null Grad, passierte Johan van der Velde als Erster die Passhöhe, verlor jedoch viel Zeit, da er sich mehrmals aufwärmen musste. Der spätere Etappensieger Erik Breukink und der spätere Gesamtsieger waren die nächsten auf der Passhöhe und nahmen den Mitfavoriten nach dem Ende der Abfahrt ins Ziel mehrere Minuten ab.

## Teilnehmende Teams
| Profi-Radsportteams (20)- Alba Cucine-Benotto - Alfa Lum-Legnano-Ecoflam - Atala-Ofmega - Carrera Jeans-Vagabond - Ariostea-Gres - Del Tongo-Colnago - Fanini-Seven Up - Gewiss-Bianchi - Gis Gelati-Ecoflam-Jollyscarpe - Cyndarella-Isotonic - Malvor-Bottecchia - Isoglass-EVS-Robland - Panasonic-Isostar-Colnago-Agu - PDM-Ultima-Concorde - Reynolds - Chateau d'Ax-Salotti - Selca-Ciclolinea-Conti - 7 Eleven-Hoonved - Toshiba-Look - Zahor Chocolates-Macario |
| |

## Verlauf
| Etappe | von                      | nach                     | km       | Gewinner              | Maglia rosa           |
| ------ | ------------------------ | ------------------------ | -------- | --------------------- | --------------------- |
| 1      | Urbino                   | Urbino                   | 9 (EZF)  | Jean-François Bernard | Jean-François Bernard |
| 2      | Urbino                   | Ascoli Piceno            | 230      | Guido Bontempi        | Jean-François Bernard |
| 3      | Ascoli Piceno            | Vasto                    | 184      | Stephan Joho          | Jean-François Bernard |
| 4A     | Vasto                    | Rodi Garganico           | 123      | Massimo Podenzana     | Massimo Podenzana     |
| 4B     | Rodi Garganico           | Vieste                   | 40 (MZF) | Del Tongo             | Massimo Podenzana     |
| 5      | Vieste                   | Santa Maria Capua Vetere | 260      | Guido Bontempi        | Massimo Podenzana     |
| 6      | Santa Maria Capua Vetere | Campitello Matese        | 137      | Franco Chioccioli     | Massimo Podenzana     |
| 7      | San Massimo              | Avezzano                 | 178      | Andreas Kappes        | Massimo Podenzana     |
| 8      | Avezzano                 | Chianciano Terme         | 251      | Jean-François Bernard | Massimo Podenzana     |
| 9      | Pienza                   | Marina di Massa          | 235      | Alessio Di Basco      | Massimo Podenzana     |
| 10     | Carrara                  | Salsomaggiore Terme      | 190      | Paolo Rosola          | Massimo Podenzana     |
| 11     | Parma                    | Colle Don Bosco          | 229      | Etappe annulliert     | Massimo Podenzana     |
| 12     | Novara                   | Selvino                  | 205      | Andrew Hampsten       | Franco Chioccioli     |
| 13     | Bergamo                  | Chiesa in Valmalenco     | 129      | Tony Rominger         | Franco Chioccioli     |
| 14     | Chiesa in Valmalenco     | Bormio                   | 120      | Erik Breukink         | Andrew Hampsten       |
| 15     | Schluderns               | Meran 2000               | 83       | Jean-François Bernard | Andrew Hampsten       |
| 16     | Meran                    | Innsbruck (AUT)          | 176      | Franco Vona           | Andrew Hampsten       |
| 17     | Innsbruck (AUT)          | Borgo Valsugana          | 221      | Patrizio Gambirasio   | Andrew Hampsten       |
| 18     | Levico Terme             | Vetriolo Terme           | 18 (BZF) | Andrew Hampsten       | Andrew Hampsten       |
| 19     | Borgo Valsugana          | Arta Terme               | 198      | Stefano Giuliani      | Andrew Hampsten       |
| 20     | Arta Terme               | Lido di Jesolo           | 220      | Alessio Di Basco      | Andrew Hampsten       |
| 21A    | Jesolo                   | Vittorio Veneto          | 73       | Urs Freuler           | Andrew Hampsten       |
| 21B    | Vittorio Veneto          | Vittorio Veneto          | 53 (EZF) | Lech Piasecki         | Andrew Hampsten       |

## Endstände
| \| Gesamtwertung \| Gesamtwertung \| Gesamtwertung \| Gesamtwertung \| Gesamtwertung \| \| Fahrer \| Fahrer \| Land \| Team \| Zeit \| \| ------------- \| ----------------------------- \| ------------------ \| ------------------------------ \| ----------------- \| \| 1. \| Andrew Hampsten \| Vereinigte Staaten \| 7 Eleven-Hoonved \| 97 h 18 min 56 s \| \| 2. \| Erik Breukink \| Niederlande \| Panasonic-Isostar-Colnago-Agu \| + 1 min 43 s \| \| 3. \| Urs Zimmermann \| Schweiz \| Carrera Jeans-Vagabond \| + 2 min 45 s \| \| 4. \| Flavio Giupponi \| Italien \| Del Tongo-Colnago \| + 6 min 56 s \| \| 5. \| Franco Chioccioli \| Italien \| Del Tongo-Colnago \| + 13 min 20 s \| \| 6. \| Marco Giovannetti \| Italien \| Gis Gelati-Ecoflam-Jollyscarpe \| + 15 min 20 s \| \| 7. \| Pedro Delgado \| Spanien \| Reynolds \| + 17 min 02 s \| \| 8. \| Peter Winnen \| Niederlande \| Panasonic-Isostar-Colnago-Agu \| + 18 min 14 s \| \| 9. \| Stefano Tomasini \| Italien \| Fanini-Seven Up \| + 27 min 01 s \| \| 10. \| Maurizio Vandelli \| Italien \| Atala-Ofmega \| + 27 min 02 s \| \| 11. \| Beat Breu \| Schweiz \| Cyndarella-Isotonic \| + 28 min 17 s \| \| 12. \| Marc Madiot \| Frankreich \| Toshiba-Look \| + 28 min 17 s \| \| 13. \| Roberto Visentini \| Italien \| Carrera Jeans-Vagabond \| + 40 min 07 s \| \| 14. \| Raúl Alcalá \| Mexiko \| 7 Eleven-Hoonved \| + 40 min 09 s \| \| 15. \| Franco Vona \| Italien \| Chateau d'Ax-Salotti \| + 43 min 31 s \| \| 16. \| Juan Tomás Martínez Gutiérrez \| Spanien \| Zahor Chocolates-Macario \| + 49 min 12 s \| \| 17. \| Guy Nulens \| Belgien \| Panasonic-Isostar-Colnago-Agu \| + 53 min 49 s \| \| 18. \| Massimo Ghirotto \| Italien \| Carrera Jeans-Vagabond \| + 54 min 48 s \| \| 19. \| Alberto Volpi \| Italien \| Gewiss-Bianchi \| + 55 min 05 s \| \| 20. \| Emanuele Bombini \| Italien \| Gewiss-Bianchi \| + 55 min 33 s \| \| 21. \| Ennio Vanotti \| Italien \| Chateau d'Ax-Salotti \| + 57 min 39 s \| \| 22. \| Silvano Contini \| Italien \| Malvor-Bottecchia \| + 58 min 12 s \| \| 23. \| Helmut Wechselberger \| Österreich \| Malvor-Bottecchia \| + 59 min 17 s \| \| 24. \| Claudio Chiappucci \| Italien \| Carrera Jeans-Vagabond \| + 1 h 01 min 11 s \| \| 25. \| Marco Franceschini \| Italien \| Alba Cucine-Benotto \| + 1 h 01 min 22 s \| |                               |                    |                                |                   |
| |                               |                    |                                |                   |
| |                               |                    |                                |                   |
| Gesamtwertung |                               |                    |                                |                   |
| Fahrer | Fahrer                        | Land               | Team                           | Zeit              |
| 1. | Andrew Hampsten               | Vereinigte Staaten | 7 Eleven-Hoonved               | 97 h 18 min 56 s  |
| 2. | Erik Breukink                 | Niederlande        | Panasonic-Isostar-Colnago-Agu  | + 1 min 43 s      |
| 3. | Urs Zimmermann                | Schweiz            | Carrera Jeans-Vagabond         | + 2 min 45 s      |
| 4. | Flavio Giupponi               | Italien            | Del Tongo-Colnago              | + 6 min 56 s      |
| 5. | Franco Chioccioli             | Italien            | Del Tongo-Colnago              | + 13 min 20 s     |
| 6. | Marco Giovannetti             | Italien            | Gis Gelati-Ecoflam-Jollyscarpe | + 15 min 20 s     |
| 7. | Pedro Delgado                 | Spanien            | Reynolds                       | + 17 min 02 s     |
| 8. | Peter Winnen                  | Niederlande        | Panasonic-Isostar-Colnago-Agu  | + 18 min 14 s     |
| 9. | Stefano Tomasini              | Italien            | Fanini-Seven Up                | + 27 min 01 s     |
| 10. | Maurizio Vandelli             | Italien            | Atala-Ofmega                   | + 27 min 02 s     |
| 11. | Beat Breu                     | Schweiz            | Cyndarella-Isotonic            | + 28 min 17 s     |
| 12. | Marc Madiot                   | Frankreich         | Toshiba-Look                   | + 28 min 17 s     |
| 13. | Roberto Visentini             | Italien            | Carrera Jeans-Vagabond         | + 40 min 07 s     |
| 14. | Raúl Alcalá                   | Mexiko             | 7 Eleven-Hoonved               | + 40 min 09 s     |
| 15. | Franco Vona                   | Italien            | Chateau d'Ax-Salotti           | + 43 min 31 s     |
| 16. | Juan Tomás Martínez Gutiérrez | Spanien            | Zahor Chocolates-Macario       | + 49 min 12 s     |
| 17. | Guy Nulens                    | Belgien            | Panasonic-Isostar-Colnago-Agu  | + 53 min 49 s     |
| 18. | Massimo Ghirotto              | Italien            | Carrera Jeans-Vagabond         | + 54 min 48 s     |
| 19. | Alberto Volpi                 | Italien            | Gewiss-Bianchi                 | + 55 min 05 s     |
| 20. | Emanuele Bombini              | Italien            | Gewiss-Bianchi                 | + 55 min 33 s     |
| 21. | Ennio Vanotti                 | Italien            | Chateau d'Ax-Salotti           | + 57 min 39 s     |
| 22. | Silvano Contini               | Italien            | Malvor-Bottecchia              | + 58 min 12 s     |
| 23. | Helmut Wechselberger          | Österreich         | Malvor-Bottecchia              | + 59 min 17 s     |
| 24. | Claudio Chiappucci            | Italien            | Carrera Jeans-Vagabond         | + 1 h 01 min 11 s |
| 25. | Marco Franceschini            | Italien            | Alba Cucine-Benotto            | + 1 h 01 min 22 s |

| Punktewertung | Punktewertung       | Punktewertung      | Punktewertung                  | Punktewertung |
| Fahrer        | Fahrer              | Land               | Team                           | Punkte        |
| ------------- | ------------------- | ------------------ | ------------------------------ | ------------- |
| 1.            | Johan van der Velde | Niederlande        | Gis Gelati-Ecoflam-Jollyscarpe | 154 P.        |
| 2.            | Rolf Sørensen       | Dänemark           | Ariostea-Gres                  | 131 P.        |
| 3.            | Andrew Hampsten     | Vereinigte Staaten | 7 Eleven-Hoonved               | 129 P.        |
| 4.            | Alessio Di Basco    | Italien            | Fanini-Seven Up                | 117 P.        |
| 5.            | Erik Breukink       | Niederlande        | Panasonic-Isostar-Colnago-Agu  | 115 P.        |

| Bergwertung | Bergwertung      | Bergwertung        | Bergwertung            | Bergwertung |
| Fahrer      | Fahrer           | Land               | Team                   | Punkte      |
| ----------- | ---------------- | ------------------ | ---------------------- | ----------- |
| 1.          | Andrew Hampsten  | Vereinigte Staaten | 7 Eleven-Hoonved       | 59 P.       |
| 2.          | Stefano Giuliani | Italien            | Chateau d'Ax-Salotti   | 55 P.       |
| 3.          | Renato Piccolo   | Italien            | Gewiss-Bianchi         | 49 P.       |
| 4.          | Urs Zimmermann   | Schweiz            | Carrera Jeans-Vagabond | 40 P.       |
| 5.          | Tony Rominger    | Schweiz            | Chateau d'Ax-Salotti   | 23 P.       |

| Nachwuchswertung | Nachwuchswertung     | Nachwuchswertung | Nachwuchswertung     | Nachwuchswertung |
| Fahrer           | Fahrer               | Land             | Team                 | Zeit             |
| ---------------- | -------------------- | ---------------- | -------------------- | ---------------- |
| 1.               | Stefano Tomasini     | Italien          | Fanini-Seven Up      | 97 h 45 min 57 s |
| 2.               | Franco Vona          | Italien          | Chateau d'Ax-Salotti | + 15 min 30 s    |
| 3.               | Helmut Wechselberger | Österreich       | Malvor-Bottecchia    | + 32 min 16 s    |
| 4.               | Angelo Lecchi        | Italien          | Del Tongo-Colnago    | + 37 min 37 s    |
| 5.               | Javier Lukin         | Spanien          | Reynolds             | + 43 min 20 s    |

| Mannschaftswertung | Mannschaftswertung            | Mannschaftswertung | Mannschaftswertung |
| Team               | Team                          | Land               | Zeit               |
| ------------------ | ----------------------------- | ------------------ | ------------------ |
| 1.                 | Carrera Jeans-Vagabond        | Italien            | 291 h 10 min 15 s  |
| 2.                 | Panasonic-Isostar-Colnago-Agu | Niederlande        | + 4 min 34 s       |
| 3.                 | Del Tongo-Colnago             | Italien            | + 9 min 55 s       |
| 4.                 | 7 Eleven-Hoonved              | Vereinigte Staaten | + 34 min 44 s      |
| 5.                 | Reynolds                      | Spanien            | + 35 min 05 s      |